# Замок Боузов
Боузов (чеш. Bouzov) — один из средневековых моравских замков, расположенный в одноименном поселении в округе Оломоуц Оломоуцкого края Чешской республики. Замок был возведён в конце XIII — начале XIV веков. Нынешний облик замок приобрёл после реконструкции в романском стиле в начале XX века.

## История замка

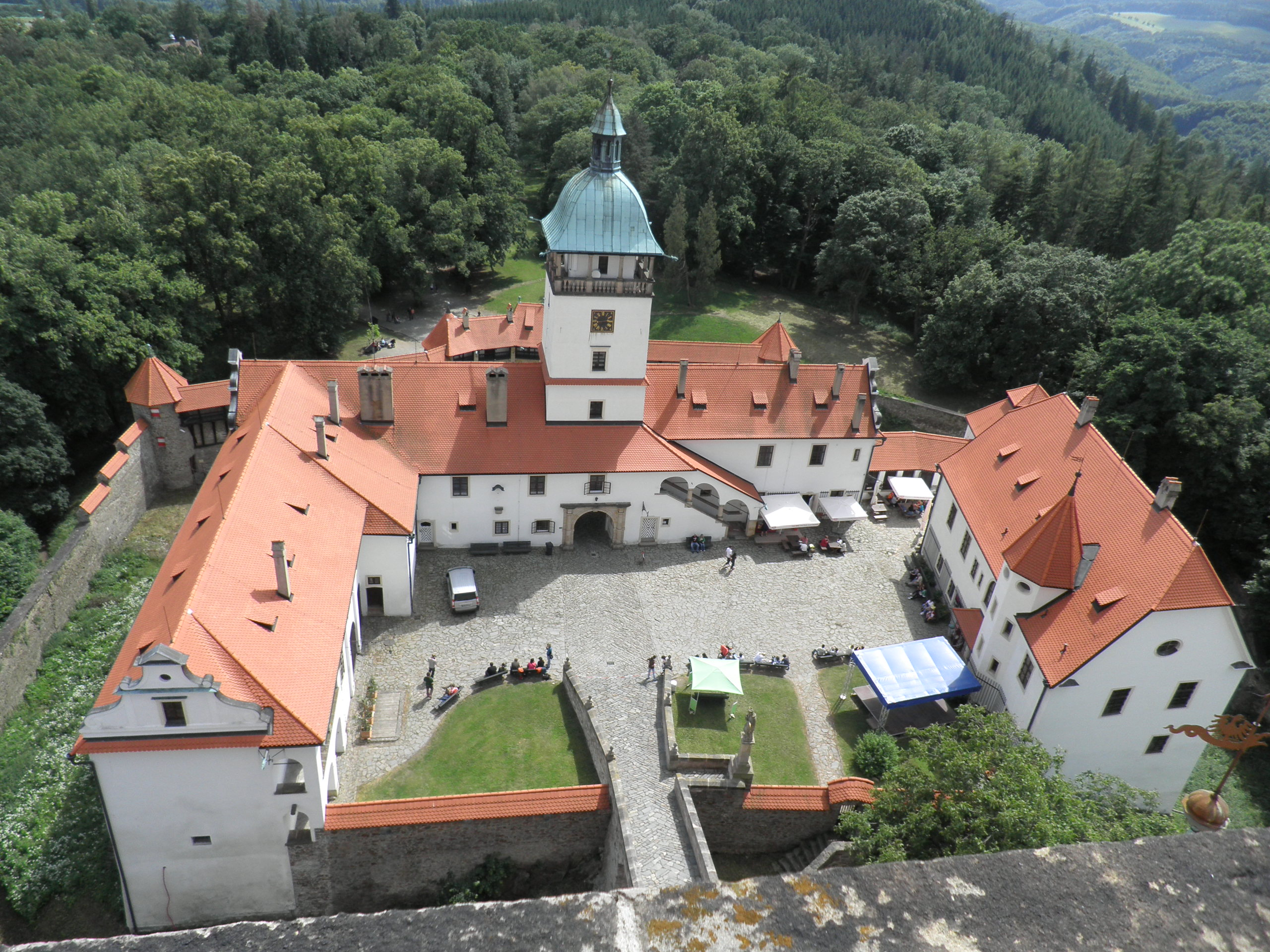
Вид с башни замка на хозяйственные пристройки

Замок был основан на стыке XIII и XIV веков и первоначально получил название Бузов (Búzov). Первым известным владельцем замка был Буз из Бузова, владевший Бузовом в 1317—1339 годах. В середине XIV века замок перешёл во владение братьев Йешека и Бенеша из Вильденберка. В 1382 году Бенеш продал замок и поместье Боузов маркграфу Йосту Моравскому, который в 1396 году передал замок Бочеку II из Подебрад, потомки которого (паны из Кунштата и Подебрад) владели замком следующие 70 лет. После них замок часто менял владельцев.
Во время Тридцатилетней войны замок Боузов служил в качестве  имперской крепости и тюрьмы для шведских пленных. В 1649 году замок приобрела Евгения Подстатская из Прусиновице, а её сын в 1696 году продал его Тевтонскому ордену. Замок принадлежал ордену до 1939 года.
В 1939 году замок был конфискован нацистской администрацией и во время войны передан под управление Главного административно-хозяйственного управления СС, которое использовало замок в качестве хранилища конфискованных ценностей. После окончания войны Боузов перешёл в собственность чехословацкого государства. Когда Чехословакия перестала существовать, Тевтонский орден заявил свои права на замок, однако безуспешно.